# Franz Joseph Anton von Larisch
Franz Joseph Anton Freiherr von Larisch (geb. 13. November 1689; gest. 23. April 1748) war ein preußischer Landrat.

## Leben

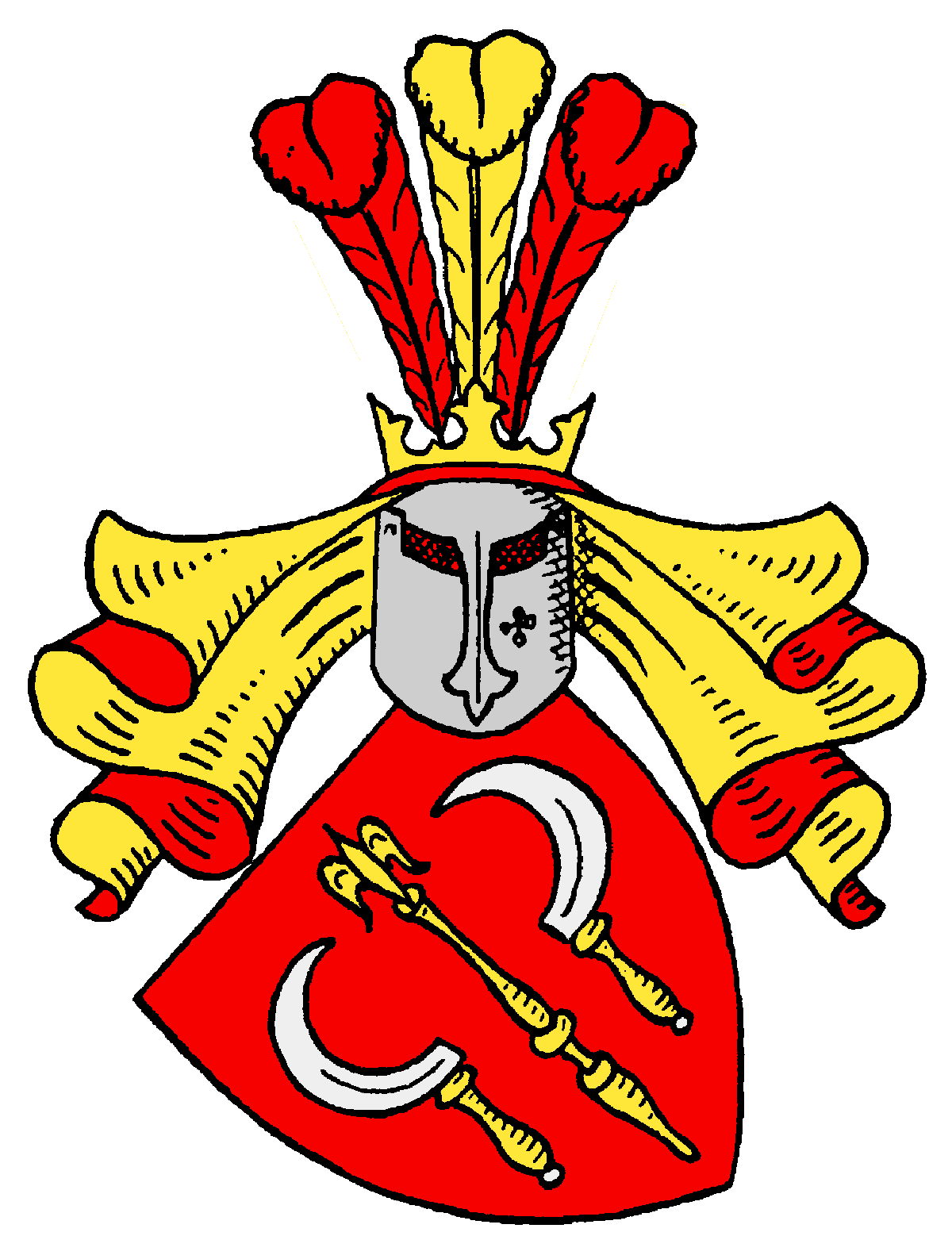
Stammwappen derer von Larisch

Franz Joseph Anton Freiherr von Larisch war Angehöriger des alten oberschlesischen Adelsgeschlechts Larisch. Er war der Sohn von Balthasar Ludwig von Larisch und Nimbsdorf († 1702), Kaiserlicher Rat und Erbherr auf Groß Stein und Chorulla und dessen Ehefrau Marie Florentine Elisabeth (1669–1693), geb. Freiin von Stillfried-Ratenitz. Am 22. April 1720 wurden er und sein Bruder Karl Ludwig durch das Oberamt Breslau in den böhmischen Freiherrenstand erhoben. 1743 wurde er zum ersten Landrat des Kreises Groß Strehlitz ernannt. Das Amt übte er bis 1748 aus, sein Nachfolger wurde 1752 Johann Wenzel von Schneckenhaus.

## Persönliches
Franz Joseph Anton Freiherr von Larisch war Erbherr auf Alt-Stubendorf und ab 1720 auf Groß Nimsdorf.